# アビスディア
『アビスディア』（英:ABYSSDIA, 韓:어비스디아）は、大韓民国のゲーム開発会社Ring Gamesが開発し、NHNがパブリッシングする美少女系アクションロールプレイングゲーム。
2025年夏頃にAndroid、iOS、Microsoft Windowsで発売予定であり、クロスプレイに対応している。基本プレイ無料（アイテム課金制）。
本作は、正体不明の空間である「アビススリット」で発生する脅威を美少女キャラクターたちとプレイヤーである「調律師」が共に解決していくストーリー。

## 開発
アビスディアは、韓国のゲーム開発会社Ring Gamesが開発し、NHNがパブリッシングするゲームである。
Ring Gamesは2019年に設立された会社で、モバイルRPG《キングスレイド》の主要開発陣が中心となって設立された。

## ゲームプレイ
本作は4人のキャラクターが同時に戦闘に参加するリアルタイムタグ戦闘方式が基本である。戦闘中は、1人のキャラクターを手動で操作し、残りの選択されていないキャラクターはAIが自動で戦闘を行う。操作キャラクターは状況に応じて自由に切り替えることができる。
本作はキャラクター同士の連携と操作のタイミングを重視しており、リアルタイムレイドコンテンツにより協力戦闘の要素を含んでいる。また、キャラクター同士のインタラクションと戦闘演出に比重を置いている。

## あらすじ
正体不明の空間である「アビススリット」が世界各地に出現したことで幕を開けた混乱。亀裂により世界の秩序は徐々に崩れ、あらゆる地域に脅威的な現象が広がり始める。
そこに現れた「調律師」と呼ばれる者たち。特別な力を持つ仲間たちと共にアビススリットの根源を追跡し、世界の均衡を取り戻すための旅が始まる。

## 登場キャラクター
公式チャンネルを通じて公開された主要キャラクターは以下の通り。
- ルビー[4] タイラン族出身の戦士。大きな体格と強い力で戦闘に臨む。剣術と力に自信がある。クレープが好き。
- リネット[5] 魔法ライフルを扱う冷静沈着な戦術家。責任感が強い。ローストターキーが好き。
- ラピス[6] ヴェラニア王国の第二王女。正義感が強くプライドが高い。姉に勝とうと努力する性格。
- エレナ[7] 貴族出身の少女。プライドが高く感情表現が豊か。イチゴのショートケーキが好き。
- ヨル[8] 上品で大人びている性格だが、おおらかな一面もあわせ持つ人物。酒とつまみを嗜む。自由な人生哲学の持ち主。
- ジャン[9] スクエル族の活発な戦士。小柄だが強い力を持つ。故郷に帰りたがっている。
- セティア[10] 冷静な判断力と優れた戦闘力を持つ人物。調律師に対する深い愛情を持っている。
- ニミュエ[11] シンディアの獅子と呼ばれる存在。外の世界に対する知識は乏しいが、動物と心を通わせる純粋な少女。
- アッシュ[12] 武器に精通した冷静な分析家。完璧主義な性格。
- レイチェル[13] ウサギとの交流を大切にしている。ラビットランドを探し求める純粋な感性の持ち主。
- リン[14] お札で占いをする自称巫女。真剣な態度で占いに臨む。正式な巫女になることを目指している。
- イリナ[15] 冷静な判断力を持つ副隊長。部下を大切にし、皆の成長を重視するリーダー。
- フローレン[16] 貴族の娘。自由な生き方を追求する。権威と自由の間で葛藤しながら成長していく。
- フローリン[17] フローレンの双子の妹。規律と毅然さを重んじる。常に冷静な判断を下す剣士。
- エルフィナ[18] 騎士団長。冷静で責任感のあるリーダー。戦場を指揮し、皆を守ることを目標としている。
- アイシャ[19] 視力を失ったが、優れた霊的感覚を持つ少女。その優れた霊的感覚を使って、人々の幸せを祈る。
- エイカ[20] 理性と知識を重視する少女。本の中の事実を信頼している。感情よりも論理を優先する。
- ルイセ[21] 小柄で内気に見えるが、勇気を身につけたい防御型キャラクター。人前に立つことに挑戦中。
- アール[22] 自称忍者。独創的な忍術を作り出すことに没頭している。生き生きとした想像力の持ち主。
- カリアセリン[23] 竜族出身。長い人生を生きてきたが、子供のような純粋さを持つ人物。魔導工学のオーブを武器として使う。パンケーキが好き。